# 東方ダンマクカグラ
『東方ダンマクカグラ』（とうほうダンマクカグラ）は、DeNAより配信されたスマートフォン用ゲームアプリ。サービス期間は2021年8月4日 - 2022年10月28日。基本プレイ無料（アイテム課金制）。略称は『ダンカグ』。
『東方Project』の公認二次創作ゲームとしては初のスマートフォン向けリズムゲームである。アンノウンX（企画・運営・配信をDeNA。企画原案をAQUASTYLE。開発をxeen）が担当している。
オフライン版である『東方ダンマクカグラ ファンタジア・ロスト』についても本項で述べる。

## 概要
作品の舞台である「幻想郷」が突如崩壊。それと同時に、外の幻想を映す謎のシャボン玉「ユメミタマ」が現れる。失われた幻想郷を復興させるために、ユメミタマを浄化する儀式「ダンマクカグラ(リズムゲームパート)」をし、それによって手に入るエネルギー「ユメのしずく」を使って幻想郷のさまざまなスポットを復興させていく。
ストーリーは藤澤仁が代表を務めいる株式会社ストーリーノートが担当している。
公式サイトや公式Twitterでは「ゆっくりしていってね!!!」のイラストが使われており、広報担当として「ゆっくり」がクレジットされている。

## 登場人物
- 博麗霊夢 - 湯浅かえで[12]
- 霧雨魔理沙 - 本多真梨子[12]
- 八雲紫 - 浅川悠[12]
- 高麗野あうん - 鈴木みのり
- パチュリー・ノーレッジ - 石原舞
- 十六夜咲夜 - Lynn
- レミリア・スカーレット - 山岡ゆり
- 宇佐見菫子 - 上坂すみれ[12]
- 古明地こいし - 佐倉綾音[13]
- アリス・マーガトロイド - 渕上舞[13]
- 森近霖之助 - 杉田智和[13][注釈 1]
- 古明地さとり - 仙台エリ
- チルノ - ファイルーズあい
- フランドール・スカーレット - 花守ゆみり
- 上白沢慧音 - 長谷川育美
- 魂魄妖夢 - 三澤紗千香[12]
- 因幡てゐ - 篠原侑
- 鈴仙・優曇華院・イナバ - 佐倉薫
- 蓬莱山輝夜 - 西連寺亜希
- 河城にとり - 斉藤朱夏[10]
- 射命丸文 - 長妻樹里
- 東風谷早苗 - 明坂聡美[10]
- 村紗水蜜 - 山崎はるか
- 聖白蓮 - 三宅晴佳
- 豊聡耳神子 - 八巻アンナ
- 庭渡久侘歌 - 有賀友利恵
- 鬼人正邪 - 小林ゆう[10]
- 少名針妙丸 - 首藤志奈
- ルーミア - 田中那実
- ルナサ・プリズムリバー - 依田菜津
- メルラン・プリズムリバー - 川口莉奈
- リリカ・プリズムリバー - 金澤まい
- リグル・ナイトバグ - 石見舞菜香
- 伊吹萃香 - 鳥越まあや
- 洩矢諏訪子 - 武田羅梨沙多胡
- 比那名居天子 - 松田利冴
- 星熊勇儀 - 大久保藍子
- 火焔猫燐 - 嶺内ともみ
- 物部布都 - 綱島瑞恵
- 二ッ岩マミゾウ - 平野文
- 秦こころ - 田嶌紗蘭
- 赤蛮奇 - 厚地彩花
- 依神紫苑 - 小坂井祐莉絵
- 丁礼田舞 - 櫻庭有紗
- 爾子田里乃 - 河瀬茉希
- 杖刀偶磨弓 - 稲垣好
- 多々良小傘 - 高木美佑
- 西行寺幽々子 - 柏山奈々美
- 封獣ぬえ - 青木志貴
- 八意永琳 - 大津愛理
- 姫海棠はたて - 入江麻衣子
- 藤原妹紅 - 松田颯水
- クラウンピース - 指出毬亜
- 犬走椛 - 木村千咲
- 秋穣子 ‐ 渡谷美帆
- 秋静葉 ‐ 菱川花菜
- ヘカーティア・ラピスラズリ ‐ 下地紫野
- 紅美鈴 -  小松未可子
- 摩多羅隠岐奈 ‐ 茅原実里
- 寅丸星 - 大空直美
- ナズーリン ‐ 金元寿子
- 橙 ‐ 鈴代紗弓
- 依神女苑 ‐ 高森奈津美
- 茨木華扇 ‐ 堀江由衣[14]
- 風見幽香 - 氷青[15]
- 水橋パルスィ‐ 五十嵐裕美[16]
- 鍵山雛 - 諏訪彩花[17]
- リリーホワイト - 広瀬世華[18]
- 八雲藍 - 末柄里恵
- 稀神サグメ - 名塚佳織[19]
- 菅牧典 - 悠木碧[20]
- 八坂神奈子 - 齋藤綾[21]
- 霊烏路空 - 小澤亜李[22]
- エタニティラルバ - 鹿野優以[23]
- 埴安神袿姫 - 南央美[24]
- 九十九弁々 ‐ 中村カンナ
- 九十九八橋 ‐ 春野杏
- 吉弔八千慧 - 田村睦心[25]
- 驪駒早鬼 - 竹内順子[26]
- 永江衣玖 ‐ 藤田咲
- 霍青娥 - 櫻井浩美
- 宮古芳香 - 田野アサミ
- 純狐 - 久川綾
- 飯綱丸龍 - 斎賀みつき
- ドレミー・スイート - 新井里美
- メディスン・メランコリー - 新田ひより
- 今泉影狼 - 大和田仁美
- 天弓千亦 - 椎名へきる
- ミスティア・ローレライ - 三宅麻理恵
- 蘇我屠自古 - 酒井美沙乃

## システム

### ダンマクカグラ
横列が7つのレーンに、縦から落ちてくる（奥から手前に来る）ノーツにタイミングを合わせてタップする音楽ゲーム（リズムアクションゲーム）モードである。ノーツはタップ（黄色）、ファジー（緑）、ロング（青）の三種類で、ファジーノーツはノーツが来た時に指が触れていればOKであり、タップノーツと同様にタップして取ることもできるが、ロングノーツはノーツの始点に合わせて押し、ノーツの終わりで触れている指をタイミングよく離す必要がある。ノーツ判定はBRILLIANT、GREAT、FAST、SLOW、BAD、MISSが存在する（ただし、サービス終了間近のアップデート時にファジーノーツはFAST、SLOW、BADの判定が無くなった）。FAST、SLOW、BAD、MISSがでるとコンボが途切れてしまう。BRILLIANTとGREATだけでクリアしたらFULL COMBO、すべてBRILLIANTでクリアしたらALL BRILLIANTになる。
楽曲には通常の譜面の「Kagura」、楽曲のボスでのアタックパートが原作の弾幕風になる「Danmaku」、御霊石かチケットで開放できる別譜面の「Ura Kagura」の3種類がある。楽曲ごとにALL、Co、Ro、Emの属性があり、楽曲の属性に応じたミタマカードの属性を編成するとミタマエフェクトの発動確率が約1.5倍される（ALL属性はCo、Ro、Emの全てのミタマカードが適用される）。楽曲の難易度はEASY、NORMAL、HARD、EXTRA、LUNATICの5種類で、LUNATICは当初はEXTRAをFULL COMBOすることで解放されていたが、Ver.1.2.0よりEXTRAをFAST以下を10以内でクリアで解放に緩和され、Ver.2.0.0以降は全てのLUNATICが無条件で解放されている。難易度によってレベルの範囲が決まっており、この数字は全難易度で共通である。ただし、サービス終了間近に実装された「Re:Unknown X」のみ、この範囲の例外となる上、LUNATICの難易度は数字ではなく「X」だった。楽曲ごとのボスには体力ゲージが存在し、ゲージを削り切るとスペルブレイクが出来る。スペルブレイクをするとミタマカードのカットインが表示されその時点でのスコアが結果となる。
カグラ終了後にスコアに応じて高い順から、Sランク、Aランク、Bランク、Cランク、Dランクのリザルトが与えられる。また、プレイした楽曲の中でハイスコアが高い10曲を「ハイスコア÷10000」してその合計をRATE(ハイスコアレート)として表している。

### ハコニワ
幻想郷を復興させるモードである。復興させる場所を建造し、「お出かけ」で入手出来る復興素材とダンマクカグラ(ゲームパート)で手に入るユメのしずくを使用して復興を進めると様々な報酬が手に入り、ストーリーが進む。Danmakuステージやお出かけ上限数が解放される場合もある。

### ミタマカードとヒロイン
パーティを編成する要素で、ミタマカード5枚、ヒロイン2人のステータスによってパーティーのステータスが決まる。
ミタマカード
ミタマカードは楽曲と同じく属性がCo、Ro、Emと分かれており、レアリティも高い方から順にSSR、SR（スーパーレア）、R（レア）、N（ノーマル）がある。入手方法はガチャやイベントの配布、「Ura kagura」でAランクをとることで入手できる楽曲のジャケットイラストが使用されたSRミタマカードのみ。ミタマカードにはそれぞれ「ミタマバースト」、「カグラエフェクト」、「お出かけ効果」と3つの性能がある。ver.1.4.0からミタマバーストリンクが追加され、専用の開花アイテムを使用してレベル100から更に開花をすることで解放できる。ミタマバースト発動時にパーティに含まれたバーストリンクが同時に発動し、追加効果を得られるようになった。なお、レアリティR及びNにはミタマバーストがない。ミタマカードのレベルを上げるには楽曲をクリアするか、レベル強化用アイテムの「鈴」と「ユメのしずく」を使ってあげることが出来る。ミタマカードのレベルには上限があり最初はLv20までだが、開花素材と「ユメのしずく」を使って開花を行うことでレベル上限を上げることが可能で、Lv30、Lv.40、Lv60、Lv80、Lv100と上がる。一定数開花させることで楽曲クリア時のボーナスが上がる。また、同じミタマカードか深化素材の「深き水底の万華鏡」（SR用）「昏き深淵の万華鏡」（SSR用）と「ユメのしずく」を使って深化を行うことでミタマカードを10段階まで、3つの性能をLv3まで上げることが可能である。Ver.1.3.0から深化できるミタマカードだけをフィルター出来るようになった。
SSRのミタマカードのみ、各キャラクターの特徴を捉えた固有の「エンブレム」付きのミタマカードが低確率でガチャから排出されるが、ミタマカードの性能には関係がなく、単なるおまけである。エンブレムはSSR キャラのせりふが金文字になったときに排出される（稀に白文字の場合でもエンブレムが付く）。
ヒロイン
ヒロインは各キャラクターごとにピースがあり、キャラクターごとのピースか万能ピースを使うことでヒロインを召喚、または強化することができる。キャラクターごとのピースの入手方法は3つあり、一つ目は楽曲をプレイするとクリア後に編成しているキャラクターのピース30個ずつをデイリーボーナスとしてもらえる（1日3 - 5回まで、ボーナスキャラの場合は追加で12個もらえる）。二つ目は楽曲のボスのキャラクターのピースがクリア時にゲージを削っていた本数に応じて貰える(1本で100個、2本で200個、3本で300個、4本で400個、それぞれ一度限り)。三つ目はガチャで出たミタマカードのキャラクターのピースがレアリティに応じてもらえる（SSRは20個、SRは10個、Rは5個、Nはキャラのミタマカードはなし）。Lvを1つ上げるのにピースを100個使用し、ヒロインを上限のLv100まで強化すると、性能はランダムであるが、キャラクターごとのピースか万能ピースを合計500枚使うことで再召喚が可能になり、同じヒロイン2人をパーティに編成することが出来る。昇華するとメダルが手に入る。ver.1.3.0から一括で強化出来るようになり、限定ピースだけで召喚可能、強化可能などフィルター出来る機能も追加された。
万能ピースは、イベントの報酬やミタマカードを昇華させることでレアリティに応じてもらえる。

### その他
プレイヤーレベル
「ダンマクカグラ」での楽曲のクリアや、「お出かけ」によって経験値を集めることによって上がる。ランクが上がる度にスキップチケット、「夢のしずく」などのアイテムが入手出来る。また、プレイヤーレベルが上がることでマイスペースの機能、クラブ数の上限、ミタマカードの「お出かけ」時の「お出かけ効果」のパーティ内での適用人数、「お出かけ」の同時出発数の上限などが解放される。
マイスペース
ゲーム開始時のホーム画面。エディット機能により、キャラクターやオブジェなどを配置や、テーマを変更することが出来る。また、「ura kagura」の初回クリア時に、報酬として該当楽曲をマイページのBGMとして入手、設定可能になる。
クラブ
プレイヤーレベルが8になるとクラブを開放できる。クラブ1つにつき20人まで所属できる。リーダーは自分以外のプレイヤーをサブリーダーにすることが可能で、最大19人をサブリーダーにすることが出来る。プレイヤーレベルが上がると上限が増え、最大で3つまでのクラブを作る、また参加することが出来る（2つ目以降は解放に夢のしずくが必要）。14日間ゲームにログインがないと強制脱退させられる。

## 反響
2021年11月までに500万ダウンロードを記録している。また、Google Playベストオブ2021において、「ユーザー部門ゲームカテゴリトップ5」および「キュート＆カジュアル部門賞」を受賞した。
配信開始に先駆けて、2021年8月2日から2021年8月8日までJR東日本・東京メトロ新宿駅、JR東日本秋葉原駅、東京メトロ池袋駅、東急電鉄渋谷駅で交通広告が掲出された。
2022年1月18日から1月30日まで、ローソンでオリジナルステッカーのプレゼントやオリジナルグッズ販売などのコラボレーション企画が実施された。先述のコラボ企画に先駆けて、湯浅かえでによる博麗霊夢の店内放送がローソン各店舗で1月11日より実施されていた。
2022年4月28日から6月24日まで、オンキヨーとのコラボレーションによる同社のハイレゾ対応イヤフォン『E700MKII』のコラボレーションモデルの予約販売が、ONKYO DIRECTとONKYO DIRECT ANIME STOREで実施されこととなった。他にも、4月28日からONKYO DIRECTとONKYO DIRECT ANIME STOREではA4クリアファイル、ONKYO DIRECT ANIME STOREでミネラルウォーターや缶バッジなどのグッズが販売された。

## オフライン版
『東方ダンマクカグラ ファンタジア・ロスト』はアライアンス・アーツよりSteamプラットフォームおよびNintendo Switchにて発売されたゲームソフトで、『東方ダンマクカグラ』のオフライン版となる。開発は引き続きアンノウンXが担当しているが、スマートフォン版に携わっていたDeNAは不関与となっている。
『ダンマクカグラ』のサービス終了日となる2022年10月28日に開催された「東方ダンマク祭」にて制作が発表された。同年11月4日より開発のためのクラウドファンディングもCAMPFIREにて実施され、クラウドファンディング開始から30分で目標金額を達成、2時間後には目標金額の200%を達成し、Nintendo Switch版の開発とリリースが決定した。同年11月11日には目標金額の500%を達成し、『東方ダンマクカグラ』でもテーマ曲を担当した岸田教団&THE明星ロケッツと草野華余子によるテーマ曲の制作、多言語化と新規機能制作が発表された。同年12月30日には目標金額の800％の1億2000万円を達成とNintendo Switchの物理パッケージ版の製作決定が発表された。最終支援者数は6997人、最終集計金額は1億9334万3883円（目標金額の1288%）となった。
2023年05月16日にはティザー映像の第二弾が公開され、同作品の書き下ろしテーマ曲である「LOSTPHANTASIA」も併せて公開となり、同年8月7日の東方ダンマク祭が開催も発表された。「東方ダンマク祭 『東方ダンマクカグラ ファンタジア・ロスト』最新情報公開SP」では、Steam版の2024年2月8日の発売、『東方Project』の原作者である上海アリス幻樂団のZUNと、コンピュータRPG『UNDERTALE』や『DELTARUNE』の開発者であるトビー・フォックスとのコラボレーションによる、トビー・フォックスが『東方紅魔郷　〜 the Embodiment of Scarlet Devil.』の収録曲「U.N.オーエンは彼女なのか?」をアレンジしたパートと、ZUNが『UNDERTALE』の収録曲「本物のヒーローとの戦い / Battle Against a True Hero」をアレンジしたパートの2曲をミックスしたダウンロードコンテンツ楽曲「U.N. Owen Was Hero?」の発売日同日の無料配信とトビー・フォックスからのメッセージ動画の公開、同作品の制作を記念した初のリアルライブイベント『DANKAGU ON STAGE!! 〜PHANTASIA LOST Special Live〜』の2024年1月13日、14日での開催等が発表された。
2024年2月8日にSteam版の配信が開始され、Steam版の配信が開始と共にローチントレイラーと有償の楽曲追加ダウンロードコンテンツ第1弾のトレイラーも公開された。ストーリーはスマートフォン版に引き続き、藤澤仁と株式会社ストーリーノートが担当している。ゲーム本編収録楽曲68曲に加え、4つのDLCに分けて段階的に102曲が配信された。また、ゲーム本編と4つのDLC、オリジナルサウンドトラックが含まれたデジタルデラックス版も配信された。
同年9月5日にNintendo Switch版が発売開始、また発売前日にはトビー・フォックスとZUNのコラボ第2弾が発表されている。Switch版はパッケージ版、ダウンロード版、ゲーム本編と4つのDLCを含んだデジタルデラックス版、さらにデジタルアートワークスやデジタルサウンドアーカイブを含めた幻想郷メモリアルデジタルアーカイブ版、ゲーム本編と4つのDLC、描き下ろしイラストBOXにアートワークス、サウンドアーカイブ（CD）、そしてスマートフォン版ダンマクカグラのシナリオブックが含まれた幻想郷メモリアルアーカイブBOXが発売された。また9月2日〜9月8日の週でソフトハード週間販売数1位を記録した。
2024年12月から再び4つのDLCが段階的配信されることも発表された。
2025年4月17日には、PlayStation 4・PlayStation 5版が発売された。

### システム
ストーリーモード
後述する「カグラステージ」や「ダンマクステージ」の2つのステージモードをプレイし、滅びてしまった幻想郷を復興していくモード。ステージをクリア、また各ステージに設けられたミッションをクリアすると、サポートアイテムとしての「ミタマカード」や自機の「ヒロイン」が入手出来る。
フリープレイモード
ストーリーモードで一度プレイした楽曲とダウンロードコンテンツの楽曲がプレイ出来るモード。
カグラステージ
横列6レーンに流れてくるノーツにタイミングを合わせて叩くリズムゲームモードのステージで、最大で4つの難易度がある。ノーツ判定はスマートフォン版のノーツ判定のFAST判定がなくなり、PERFECT判定が追加され、MISS、BAD、GREAT、BRILLIANT、PERFECTとなっている。PERFECT判定が追加されたことにより、「ALL BRILLIANT」の他に「FRAME PERFECT」とFRAME PERFECT専用の演出も追加された。
ダンマクステージ
ストーリーモードのみでプレイ可能。リズムゲームと弾幕シューティングを合わせたステージで、弾幕シューティング画面の左右にあるレーンに流れてくるノーツをタイミングを合わせて叩くと、弾幕シューティング画面での自機が強化される。なお、各ステージでクリア条件が定められているため、弾幕シューティングのみのプレイでもクリア条件を満たせばステージクリアは可能である。このステージではプレイ中に確率でミタマカードまたはヒロインがドロップしており、自機で回収することでクリア後に獲得できる。